# Светско првенство у пливању 2015 — 200 м мешовито за мушкарце
Такмичење у пливању у дисциплини 200 метара мешовитим стилом за мушкарце на Светском првенству у пливању 2015. одржано је у два дана, 5. августа (квалификације и полуфинале) и 6. августа (финале) као део програма Светског првенства у воденим спортовима. Трке су се одржавале у базену Казањске арене у граду Казању (Русија).
За трке је било пријављено укупно 50 такмичара из 46 земаља. Титулу светског првака из 2013. са успехом је одбранио амерички пливач Рајан Локти који је убедљиво славио у све три трке.
Сребрну медаљу освојио је репрезентативац Бразила Тијаго Переира, док је бронзана медаља припала Ванг Шуену из Кине.
Репрезентативац Босне и Хрцеговине Енсар Хајдер квалификациону трку испливао је за 2:04,99 минута што је било довољно за 36. место, и на тај начин се није пласирао у полуфинале.

## Освајачи медаља
|                   | Резултат |                      | Резултат |                 | Резултат |
|                   |          |                      |          |                 |          |
| Рајан Локти (USA) | 1:55,81  | Тијаго Переира (BRA) | 1:56,65  | Ванг Шуен (CHN) | 1:56,81  |

## Званични рекорди
Пре почетка такмичења званични свестки рекорд и рекорд шампионата у овој дисциплини су били следећи:
| Рекорд                     | Име               | Резултат | Место         | Датум         |
| -------------------------- | ----------------- | -------- | ------------- | ------------- |
| Светски рекорд             | Рајан Локти (USA) | 1:54,00  | Шангај (Кина) | 28. јул 2011. |
| Рекорд светских првенстава | Рајан Локти (USA) | 1:54,00  | Шангај (Кина) | 28. јул 2011. |

У овој дисциплини на овом СП нису постављени нови рекорди ни у једној категорији.

## Земље учеснице
За трке на 200 метара мешовитим стилом била је пријављено укупно 50 такмичара из 46 земаља, а свака од земаља могла је да пријави максимално два такмичара по утрци.
| - Ангола (1) - Аустралија (1) - Аустрија (1) - БИХ (1) - Бразил (2) - Велика Британија (2) - Венецуела (1) - Вијетнам (1) - Гвам (1) - Грузија (1) - Грчка (1) - Доминиканска Република (1) | - Египат (1) - Естонија (1) - Израел (1) - Индонезија (1) - Италија (1) - Јапан (1) - Кина (2) - Колумбија (1) - Костарика (1) - Куба (1) - Летонија (1) - Литванија (1) | - Луксембург (1) - Лихтенштајн (1) - Мађарска (1) - Македонија (1) - Мексико (1) - Немачка (1) - Нови Зеланд (1) - Пакистан (1) - Пољска (1) - Португал (1) - Русија (1) | - Салвадор (1) - САД (2) - Судан (1) - Тунис (1) - Турска (1) - Узбекистан (1) - Фарска Острва (1) - Филипини (1) - Чешка (1) - Швајцарска (1) - Шведска (1) |

## Квалификација
У квалификацијама се пливало у 5 квалификационих група, а сваку од група чинило је по 10 пливача. Пласман у полуфинале обезбедило је 16 пливача који су у квалификацијама остварили најбоља времена. Три пливача нису се појавила на старту својих квалификационих трка.
Квалификационе трке пливане су 5. августа у јутарњем делу програма, са почетком у 10:30 по локалном времену.
| ПЛ. | Трка | Стаза | Пливач              | Репрезентација         | Време   | Нап. |
| --- | ---- | ----- | ------------------- | ---------------------- | ------- | ---- |
| 1.  | 5    | 4     | Рајан Локти         | САД                    | 1:57,90 | КВ   |
| 2.  | 5    | 6     | Данијел Волис       | Велика Британија       | 1:58,28 | КВ   |
| 3.  | 3    | 3     | Ванг Шуен           | Кина                   | 1:58,33 | КВ   |
| 4.  | 5    | 5     | Конор Двајер        | САД                    | 1:58,63 | КВ   |
| 5.  | 3    | 2     | Андреас Вазајос     | Грчка                  | 1:58,92 | КВ   |
| 6.  | 3    | 4     | Енрике Родригес     | Бразил                 | 1:58,95 | КВ   |
| 7.  | 4    | 4     | Даија Сето          | Јапан                  | 1:59,11 | КВ   |
| 8.  | 4    | 5     | Тијаго Переира      | Бразил                 | 1:59,18 | КВ   |
| 9.  | 3    | 5     | Роберто Павони      | Велика Британија       | 1:59,29 | КВ   |
| 10. | 5    | 8     | Жереми Депланш      | Швајцарска             | 1:59,46 | КВ   |
| 11. | 4    | 7     | Диого Карваљо       | Португал               | 1:59,61 | КВ   |
| 12. | 4    | 6     | Симон Шедин         | Шведска                | 1:59,64 | КВ   |
| 13. | 5    | 3     | Томас Фрејжер-Холмс | Аустралија             | 1:59,96 | КВ   |
| 14. | 5    | 2     | Јаков Тумаркин      | Израел                 | 1:59,97 | КВ   |
| 15. | 3    | 6     | Марћин Ћеслак       | Пољска                 | 1:59,99 | КВ   |
| 16. | 2    | 7     | Мухамед Хусеин      | Египат                 | 2:00,22 | КВ   |
| 17. | 4    | 8     | Увис Калњинш        | Летонија               | 2:00,39 |      |
| 18. | 4    | 2     | Јанг Џисјен         | Кина                   | 2:00,80 |      |
| 19. | 5    | 7     | Федерико Турини     | Италија                | 2:00,94 |      |
| 20. | 3    | 1     | Семјон Макович      | Русија                 | 2:01,05 |      |
| 21. | 3    | 8     | Јакуб Мали          | Аустрија               | 2:01,68 |      |
| 22. | 5    | 0     | Павел Јанечек       | Чешка                  | 2:02,43 |      |
| 23. | 3    | 7     | Рафаел Стакјоти     | Луксембург             | 2:02,60 |      |
| 24. | 4    | 0     | Омар Пинзон         | Колумбија              | 2:02,80 |      |
| 25. | 5    | 1     | Бредли Ешби         | Нови Зеланд            | 2:02,96 |      |
| 26. | 3    | 9     | Мартин Ливамаги     | Естонија               | 2:03,21 |      |
| 27. | 2    | 3     | Карлос Омана        | Венецуела              | 2:03,54 |      |
| 28. | 5    | 9     | Повилас Страздас    | Литванија              | 2:03,67 |      |
| 29. | 2    | 9     | Алпка Орнек         | Турска                 | 2:03,93 |      |
| 30. | 2    | 8     | Кристоф Мајер       | Лихтенштајн            | 2:04,01 |      |
| 31. | 2    | 0     | Trần Duy Khôi       | Вијетнам               | 2:04,30 |      |
| 32. | 1    | 4     | Матео Гонзалез      | Мексико                | 2:04,77 |      |
| 33. | 2    | 2     | Марко Блажевски     | Македонија             | 2:04,79 |      |
| 34. | 1    | 5     | Педро Пинотес       | Ангола                 | 2:04,85 |      |
| 35. | 2    | 5     | Алексеј Дерљугов    | Узбекистан             | 2:04,98 |      |
| 36. | 2    | 6     | Енсар Хајдер        | Босна и Херцеговина    | 2:04,99 |      |
| 37. | 2    | 1     | Ахмед Матлути       | Тунис                  | 2:05,37 |      |
| 38. | 4    | 9     | Рафаел Алфаро       | Салвадор               | 2:05,78 |      |
| 39. | 1    | 6     | Иракли Болкдвадзе   | Грузија                | 2:07,14 |      |
| 40. | 3    | 0     | Џеси Лакуна         | Филипини               | 2:07,51 |      |
| 41. | 1    | 7     | Естебан Араја       | Костарика              | 2:08,89 |      |
| 42. | 1    | 8     | Алви Хјелм          | Фарска Острва          | 2:08,98 |      |
| 43. | 1    | 1     | Бенџамин Шулте      | Гвам                   | 2:09,50 |      |
| 44. | 1    | 2     | Луис Вега           | Куба                   | 2:09,53 |      |
| 45. | 1    | 3     | Хеан Гомез          | Доминиканска Република | 2:09,59 |      |
| 46. | 1    | 0     | Рами Елијас         | Судан                  | 2:20,94 |      |
| 47. | 1    | 9     | Харис Бандеј        | Пакистан               | 2:22,31 |      |
| 48  | 2    | 4     | Триади Сидик        | Индонезија             | ××      | НН   |
| 48  | 4    | 1     | Кевин Ведел         | Немачка                | ××      | НН   |
| 48  | 4    | 3     | Ласло Чех           | Мађарска               | ××      | НН   |

Напомена: КВ - квалификација; НН - није наступио

## Полуфинала
Полуфиналне трке пливале су се у послеподневном делу програма 5. августа, а прва трка је почела у 18:45 по локалном времену. Пласман у финале обезбедило је 8 пливача са најбољим резултатима.
Прво полуфинале
| ПЛ. | Стаза | Пливач          | Репрезентација   | Време   | Нап.         |
| --- | ----- | --------------- | ---------------- | ------- | ------------ |
| 1.  | 6     | Тијаго Переира  | Бразил           | 1:57,33 | КВ           |
| 2.  | 4     | Данијел Волис   | Велика Британија | 1:57,77 | КВ           |
| 3.  | 7     | Симон Шедин     | Шведска          | 1:58,10 | КВ           |
| 4.  | 3     | Енрике Родригес | Бразил           | 1:58,45 | КВ           |
| 5.  | 5     | Конор Двајер    | САД              | 1:58,54 | Распливавање |
| 6.  | 1     | Јаков Тумаркин  | Израел           | 1:58,86 |              |
| 7.  | 2     | Жереми Депланш  | Швајцарска       | 1:59,35 |              |
| 8.  | 8     | Мухамед Хусеин  | Египат           | 2:01,41 |              |

Друго полуфинале
| ПЛ. | Стаза | Пливач              | Репрезентација   | Време   | Нап.         |
| --- | ----- | ------------------- | ---------------- | ------- | ------------ |
| 1.  | 4     | Рајан Локти         | САД              | 1:56,81 | КВ           |
| 2.  | 5     | Ванг Шуен           | Кина             | 1:57,07 | КВ           |
| 3.  | 8     | Марћин Ћеслак       | Пољска           | 1:58,20 | КВ           |
| 4.  | 2     | Роберто Павони      | Велика Британија | 1:58,54 | Распливавање |
| 5.  | 1     | Томас Фрејжер-Холмс | Аустралија       | 1:58,83 |              |
| 6.  | 3     | Андреас Вазајос     | Грчка            | 1:59,53 |              |
| 7.  | 6     | Даија Сето          | Јапан            | 2:00,05 |              |
| 8.  | 7     | Диого Карваљо       | Португал         | 2:00,31 |              |

Распливавање
Два такмичара која су у полуфиналима испливала идентично време које је било на граници пласмана за финале распливавала су у додатној трци за последње место у финалу. Трка је пливана истог дана када и полуфинала, у 19:42 по локалном времену.
| ПЛ. | Стаза | Пливач         | Репрезентација   | Време   | Нап. |
| --- | ----- | -------------- | ---------------- | ------- | ---- |
| 1.  | 4     | Конор Двајер   | САД              | 1:58,18 | КВ   |
| 2.  | 5     | Роберто Павони | Велика Британија | 1:58,26 |      |

Напомена: КВ - квалификован

## Финале
Финална трка пливана је 6. августа са почетком у 17:42 по локалном времену.
| ПЛ. | Стаза | Пливач          | Репрезентација   | Време   | Нап. |
| --- | ----- | --------------- | ---------------- | ------- | ---- |
|     | 4     | Рајан Локти     | САД              | 1:55,81 |      |
| 2   | 3     | Тијаго Переира  | Бразил           | 1:56,65 |      |
| 3   | 5     | Ванг Шуен       | Кина             | 1:56,81 |      |
| 4.  | 6     | Данијел Волис   | Велика Британија | 1:57,59 |      |
| 5.  | 8     | Конор Двајер    | САД              | 1:57,96 |      |
| 6.  | 7     | Марћин Ћеслак   | Пољска           | 1:58,14 |      |
| 7.  | 1     | Енрике Родригез | Бразил           | 1:58,52 |      |
| 8.  | 2     | Симон Шедин     | Шведска          | 1:59,06 |      |